# Bénédicte Savoy

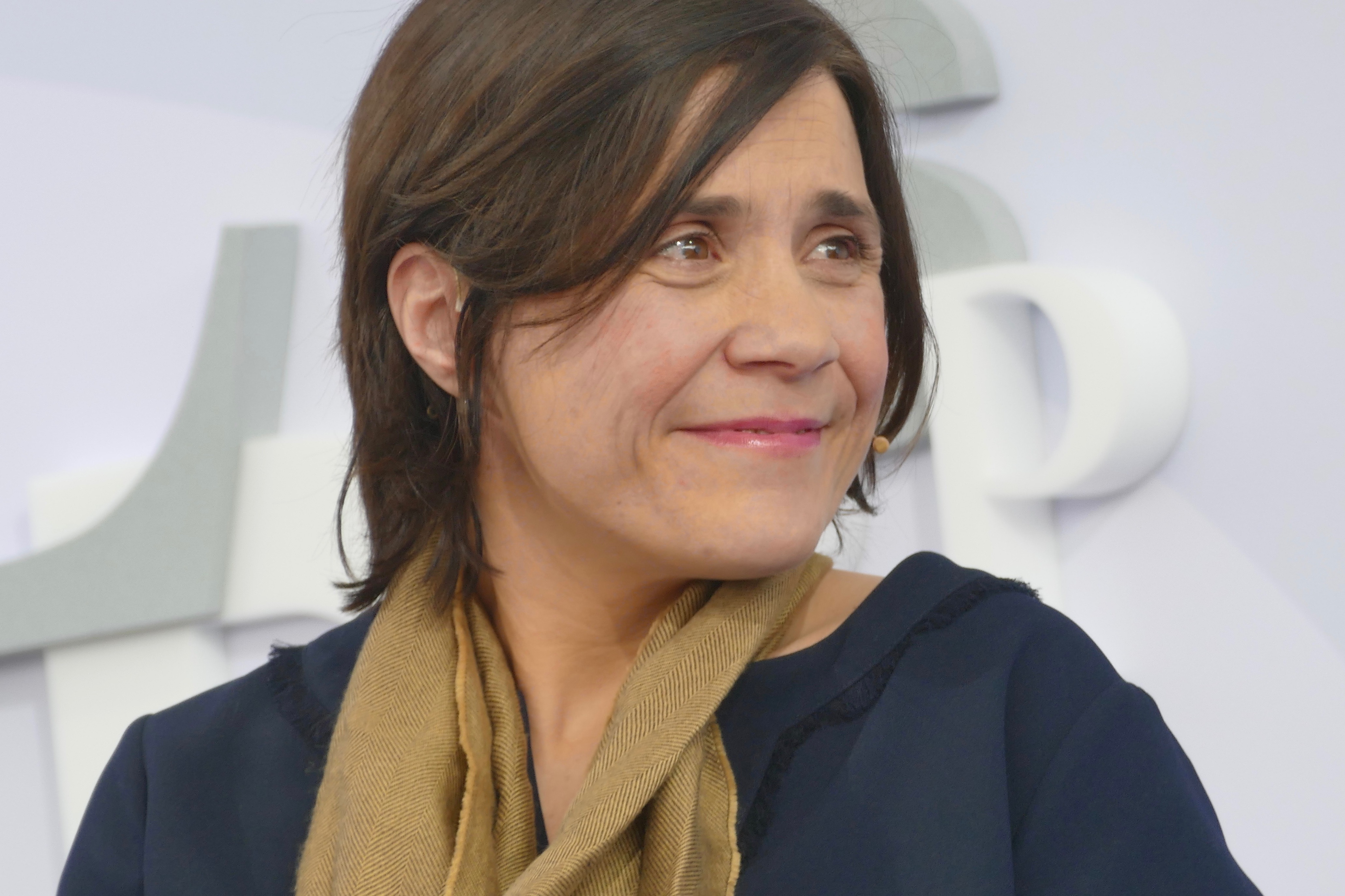
Bénédicte Savoy (2018)

Bénédicte Savoy (geboren am 22. Mai 1972 in Paris) ist eine französische Kunsthistorikerin. Sie ist Professorin für Kunstgeschichte der Moderne an der Technischen Universität Berlin. Von 2016 bis 2021 war sie Professorin für die Kulturgeschichte des europäischen Kunsterbes des 18. bis 20. Jahrhunderts am Collège de France in Paris. Als Expertin für „Translokationen“ von Kunstwerken (einschließlich Kunstraub und Beutekunst) erarbeitete sie 2018 gemeinsam mit Felwine Sarr einen Bericht über die Restitution afrikanischer Kulturgüter für den französischen Staatspräsidenten.

## Leben
Savoy besuchte 1988/89 die Beethoven-Oberschule in West-Berlin. Nach den geisteswissenschaftlichen Vorbereitungsklassen am Lycée Henri IV studierte sie ab 1992 Germanistik an der École Normale Supérieure in Fontenay/Saint-Cloud mit einem Erasmusjahr an der Humboldt-Universität zu Berlin. Ihre Abschlussarbeit für das Diplôme d’études approfondies (DEA) an der Universität Paris VIII (Vincennes–Saint-Denis) schrieb sie 1994 bei Jacques Le Rider über Die Darstellung der deutschen Identität bei Anselm Kiefer. 1996 erhielt sie die Agrégation (Lehrbefugnis für höhere Schulen) in Germanistik. Von 1997 bis 2001 war sie wissenschaftliche Mitarbeiterin am Centre Marc Bloch in Berlin sowie Lehrbeauftragte an der Technischen Universität (TU) und der Freien Universität (FU) Berlin. Im Jahr 2000 wurde sie an der Universität Paris VIII bei Michel Espagne mit einer Dissertation über den französischen Kunstraub in Deutschland um 1800 promoviert.
Von 2003 bis 2009 war Savoy Juniorprofessorin am Institut für Geschichte und Kunstgeschichte der Technischen Universität Berlin. Seit 2009 ist sie dort Professorin für Kunstgeschichte der Moderne. Nach einer Vorlesungsreihe als Gastdozentin im Juni 2015 wurde Savoy 2016 zur Professorin am Collège de France berufen: Sie hat dort den Lehrstuhl Histoire culturelle du patrimoine artistique en Europe, XVIIIᵉ-XXᵉ siècles bis 2021 inne. Im November 2024 bekleidete Savoy die "Cátedra del Prado", eine akademische Gastprofessur des Prado-Museums in Madrid.
Im Auftrag des französischen Präsidenten Emmanuel Macron untersuchte sie mit dem senegalesischen Wissenschaftler Felwine Sarr die Möglichkeit der Rückgabe von Kulturgütern französischer Museen an afrikanische Länder. Daraus ging im November 2018 ein Bericht über die Restitution afrikanischer Kulturgüter hervor, der eine Darstellung dieses Themas in Frankreich sowie in einigen Ländern Afrikas bietet sowie Empfehlungen und einen Zeitplan für die geplanten Restitutionen benennt. Eine gekürzte und überarbeitete Version dieses Berichts wurde sechs Monate später auch auf Deutsch veröffentlicht.
Savoy gilt international als Expertin für die Verbringung von Kulturgütern bzw. des Kunstraubs, insbesondere aus ehemaligen Kolonien in europäische Museen. Von 2015 bis 2017 war sie Mitglied in der internationalen Expertenkommission des Humboldt Forums. Da das Gremium in dieser Zeit nur zwei Mal tagte, bezeichnete sie es als Proforma-Veranstaltung und kritisierte insbesondere einen Mangel sowohl an Provenienzaufklärung als auch an engerer Zusammenarbeit von Sammlung und Wissenschaft. Nach ihrem Ausscheiden verglich sie die Konzeption des Humboldt-Forums mit Tschernobyl: Es sei „unter dieser Bleidecke begraben […] wie Atommüll, damit bloß keine Strahlung nach außen dringt“. Im Streit um das Kuppelkreuz auf dem wiederaufgebauten Stadtschloss sprach sie sich gegen das christliche Symbol auf dem Museumsbau aus.
Savoy war von 2012 bis 2021 Mitglied des Stiftungsrates der Kulturstiftung des Bundes. 2018 wurde sie in die Deutsche Akademie für Sprache und Dichtung aufgenommen. Ab 2019 war Savoy für drei Jahre Mitglied des neu begründeten Rates der Jungen Akademie, die gemeinsam von der Berlin-Brandenburgischen Akademie der Wissenschaften (BBAW) und der Nationalen Akademie der Wissenschaften Leopoldina getragen wird.
Im Jahr 2020 zählte die ArtReview Sarr und Savoy zu den 100 einflussreichsten Persönlichkeiten der Kunstwelt. 2021 folgte dann die Aufnahme Sarrs und Savoys in den Kreis der 100 einflussreichsten Persönlichkeiten der Welt durch das US-Magazin TIME, die sie für ihren bedeutenden Einfluss auf die weltweite Restitutionsdebatte erhielten. In der FAZ nannte sie der Kulturjournalist Andreas Kilb „die wichtigste wissenschaftliche Stimme in der Debatte um die Rückgabe während der Kolonialzeit entwendeter afrikanischer Kunstwerke.“
Sie war – bis zu seinem Tod 2017 – mit Johannes Grützke verheiratet. Die beiden haben zwei gemeinsame Kinder.

## Beiträge zur Debatte über eine Dekolonisierung von Museen
Nach dem Bericht über die Restitution afrikanischer Kulturgüter veröffentlichte Savoy weitere Bücher über die dadurch erneut entfachte internationale Diskussion über die Geschichte, Begründungen und Widerstände bezüglich der Forderungen nach Rückgaben von Kulturgut kolonialer Herkunft sowie der sogenannten Dekolonisierung von Museen. Ihr Buch Afrikas Kampf um seine Kunst: Geschichte einer postkolonialen Niederlage stand bereits kurz nach der Veröffentlichung Anfang 2021 auf den vordersten Plätzen für die besten Sachbücher in der ZEIT.
In seiner Rezension zu diesem Sachbuch schrieb Andreas Kilb „... zeichnet Savoy anhand von Archivmaterial in allen Einzelheiten nach, wie mehrere afrikanische Staaten, allen voran Nigeria und Zaire, seit ihrer Unabhängigkeit versucht haben, Teile ihres in westlichen Museen lagernden Kulturerbes zurückzuerlangen – und wie der Westen diese Versuche abschmetterte oder ins Leere laufen ließ.“ Philipp Meier beschreibt Benedicte Savoys Studie über die Rückgabe-Debatte sowohl als Geschichte verpasster beziehungsweise verpatzter Chancen wie auch als Geschichte der Verdrängung.
Till Briegleb lobte in der Süddeutschen Zeitung, dass Savoy nicht nur die besonders verstockte deutsche Haltung in der damaligen Restitutionsdebatte zeigte, sondern auch dass die Denkweise in manchen europäischen Ländern in der Debatte relativ einheitlich rassistisch blieb. Er empfiehlt das Buch, um die Emotionalität aktueller Debatten zur Restitution afrikanischer Kunstschätze begreifen: „Die Entdeckung, dass die berechtigen Anliegen, gewaltsam entwendetes oder durch asymmetrische Machtverhältnisse angeeignetes Kulturgut zurückzuerhalten, über Jahrzehnte systematisch mit Lügen, Schweigen, strategischer Entmutigung und blanker Ignoranz beantwortet wurden, muss schmerzen.“ Auch René Aguigah zählte im Deutschlandfunk die Entlarvung der „Emotionsverschiebung“ in der Argumentation der deutschen Arbeitsgruppe „Rückgabe von Kulturgut“ zu den eindrucksvollsten Analysen des Buches. „Emotional“, das wären für die deutschen Fachleute die ehemals kolonisierten Länder, die „moralischen“ oder „öffentlichen“ Forderungen gewesen. Die vermeintliche Affektlosigkeit der Fachleute erweise sich als Mittel im Kampf der Experten.
Die beiden von Savoy und anderen Kunsthistorikern 2021 herausgegebenen Bände zu den Themen Kunstraub, Kulturerbe und Restitution mit dem Titel Beute. Eine Anthologie zu Kunstraub und Kulturerbe erzielten ebenfalls sowohl in Rezensionen als auch auf Bestenlisten ein bedeutendes Echo.
Zwischen 2019 und 2023 erforschte Savoy in Zusammenarbeit mit Albert Gouaffo (Université de Dschang) und einem siebenköpfigen Team die Geschichte des kulturellen Erbes von Kamerun in Deutschland. Die Ergebnisse wurden in dem Buch Atlas der Abwesenheit. Kameruns Kulturerbe in Deutschland publiziert und im Rahmen einer Tagung im Juni 2023 präsentiert. 

## Ehrungen
- 2001: Prix Pierre Grappin
- 2009: Walter-de-Gruyter-Preis der Berlin-Brandenburgischen Akademie der Wissenschaften
- 2011: Richard Hamann-Preis der Philipps-Universität Marburg für hervorragende wissenschaftliche Leistungen in der Kunstgeschichte
- 2013: Ritterin des nationalen Verdienstorden (Frankreich)[30]
- 2014: Preis für vorbildliche Lehre verliehen von der Gesellschaft von Freunden der TU Berlin e. V.[31]
- 2015: Prix de l’Académie de Berlin sowie den Prix du Rayonnement de la langue et de la littérature françaises der Académie française
- 2016: Gottfried Wilhelm Leibniz-Preis; zudem wurde sie in die Berlin-Brandenburgische Akademie der Wissenschaften gewählt.[32]
- 2017: Kythera-Preis der Kythera-Kulturstiftung[33]
- 2021: Carl-Friedrich-Gauß-Medaille der Braunschweigischen Wissenschaftlichen Gesellschaft[34]
- 2021: In Würdigung ihrer Leistungen als Forscherin wurde ihr anlässlich der Wissensstadt Berlin 2021 im Rahmen der Ausstellung „Berlin – Hauptstadt der Wissenschaftlerinnen“ eine Ausstellungstafel gewidmet.[35][36]
- 2022: Kasseler Bürgerpreis Das Glas der Vernunft[37]
- 2022: Großer Deutsch-Französischer Medienpreis für ihre Forschungstätigkeit und ihr Engagement für die Rückgabe von erbeuteten Kunstwerken an die ehemaligen Kolonien[38]
- 2022: Ritterin der französischen Ehrenlegion[39]
- 2022: Deutscher Kulturpolitikpreis[40]
- 2023: Berliner Wissenschaftspreis[41]
- 2024: Clark Prize for Excellence in Arts Writing, Clark Art Institute[42]
- 2024: Prix Elina & Louis Pauwels, Société des Gens de Lettres[43]
- 2025: Prix Européen de l’Essai 2025 für ihr Buch À qui appartient la beauté? (La Découverte, Paris 2024)[44]

## Schriften (Auswahl)
- Patrimoine annexé. Les saisies de biens culturels pratiquées par la France en Allemagne autour de 1800. Vorwort von Pierre Rosenberg, 2 Bände.  Deutsches Forum für Kunstgeschichte / Éditions de la Maison des Sciences de l’Homme, Paris 2003, ISBN 2-7351-0988-7.
- Tempel der Kunst. Die Entstehung des öffentlichen Museums in Deutschland. 1701–1815. Philipp von Zabern, Mainz 2006.
- Helmina von Chézy, Leben und Kunst in Paris seit Napoleon I., Weimar 1805–1807, kommentierte Ausgabe. Akademie-Verlag, Berlin 2009.
- mit Kristina Kratz-Kessemeier, Andrea Meyer (Hrsg.): Museumsgeschichte. Kommentierte Quellentexte 1750–1950. Reimer, Berlin 2010.
- mit Michel Espagne (Hrsg.): Dictionnaire des historiens d’art allemands. CNRS éditions, Paris 2010.
- Kunstraub. Napoleons Konfiszierungen in Deutschland und die europäischen Folgen. Mit einem Katalog der Kunstwerke aus deutschen Sammlungen im Musée Napoléon (CD-ROM). Böhlau, Wien 2010, ISBN 978-3-205-78427-2.
- (Hrsg.): Nofretete. Eine deutsch-französische Affäre 1912–1931. Böhlau, Köln 2011, ISBN 978-3-412-20811-0.
- Seit Band 74 (2012) Mitherausgeberin des Allgemeinen Künstlerlexikons
- mit France Nerlich (Hrsg.): Pariser Lehrjahre. Ein Lexikon zur Ausbildung deutscher Maler in der französischen Hauptstadt. 2 Bde. De Gruyter, Berlin 2012/2015.
- mit Philippa Sissis (Hrsg.): Die Berliner Museumsinsel: Impressionen internationaler Besucher (1830–1990); eine Anthologie. Böhlau, Köln 2013
- Vom Faustkeil zur Handgranate: Filmpropaganda für die Berliner Museen 1934–1939. Böhlau, Köln 2014, ISBN 978-3-412-22295-6.
- mit Nikolaus Bernau und Hans-Dieter Nägelke (Hrsg.): Museumsvisionen. Der Wettbewerb zur Erweiterung der Berliner Museumsinsel 1883/84. Ludwig, Kiel 2015.
- Übersetzerin: Arno Bertina: Mona Lisa in Bangoulap. Die Fabel vom Weltmuseum. Matthes & Seitz, Berlin 2016, ISBN 978-3-95757-346-9.
- Die Provenienz der Kultur. Von der Trauer des Verlusts zum universalen Menschheitserbe. (= Fröhliche Wissenschaft. Band 135). Übersetzung Hanns Zischler und Philippa Sissis. Matthes & Seitz, Berlin 2018, ISBN 978-3-95757-568-5.
- mit Felwine Sarr: Restituer le patrimoine africain. Philippe Rey / Seuil, Paris 2018, ISBN 978-2-84876-725-3.
- Museen. Eine Kindheitserinnerung und die Folgen. Greven, Köln 2019, ISBN 978-3-7743-0904-3.
- mit Felwine Sarr: Zurückgeben. Über die Restitution afrikanischer Kulturgüter. Matthes & Seitz, Berlin 2019, ISBN 978-3-95757-763-4.
- Afrikas Kampf um seine Kunst: Geschichte einer postkolonialen Niederlage, C. H. Beck, München 2021, ISBN 978-3-406-76696-1.
  - englische Ausgabe: Africa’s Struggle for Its Art: History of a Postcolonial Defeat. Princeton University Press, Princeton 2022, ISBN 978-0-691-23473-1
  - französische Ausgabe: Le Long Combat de l'Afrique pour son art. Histoire d'une défaite postcoloniale. Seuil, Paris 2023, ISBN 978-2-02-149712-0
- mit Robert Skwirblies und Isabelle Dolezalek (Hrsg.): Beute. Eine Anthologie zu Kunstraub und Kulturerbe. Matthes & Seitz, Berlin 2021, ISBN 978-3-7518-0311-3.
- mit Merten Lagatz und Philippa Sissis (Hrsg.): Beute. Ein Bildatlas zu Kunstraub und Kulturerbe. Matthes & Seitz, Berlin 2021, ISBN  978-3-7518-0311-3.
- mit Kollektiv (Hrsg.): Atlas der Abwesenheit – Kameruns Kulturerbe in Deutschland. Mit Beiträgen von Mikael Assilkinga, Lindiwe Breuer, Richard Tsogang Fossi, Albert Gouaffo, Yann LeGall, Yrine Matchinda, Fogha Mc Cornilius Refem (alias Wan wo Layir), Andrea Meyer, Philippe Rekacewicz, Bénédicte Savoy, Sebastian-Manès Sprute, Prinz Kum'a Ndumbe III., Dieu Ly Hoang, Eyke Vonderau. Reimer, Berlin 2023, ISBN 978-3-496-01700-4.

### Audios
- Deutschlandfunk (DLF) Kulturfragen. Debatten und Dokumente vom 25. Dezember 2017: „Es geht um’s Überleben“. Die Kunsthistorikerin Bénédicte Savoy im Gespräch über die Aufarbeitung kolonialer Spuren in europäischen Museumssammlungen
- Deutschlandfunk Kultur Literatur vom 20. Januar 2019: „An manchen Objekten klebt Blut“. Bénédicte Savoy im Gespräch mit René Aguigah
- NDR Kultur ARD Radiofestival 2019 Gespräch vom 14. August 2019: Die Kunsthistorikerin Bénédicte Savoy befragt von Marie-Christine Werner Archivlink, Abruf am 18. Juli 2025.
- WDR 5 (Westdeutscher Rundfunk) Tischgespräch vom 23. September 2020
- WDR 3 (Westdeutscher Rundfunk) Mosaik Samstagsgespräch vom 27. März 2021
- Deutschlandfunk Kultur Im Gespräch vom 6. Juni 2022: Kunsthistorikerin Bénédicte Savoy im Gespräch mit Susanne Führer „Nur Transparenz reicht nicht“
- NDR DAS! vom 6. Juni 2023: Kunsthistorikerin Prof. Bénédicte Savoy
- NDR Kultur NDR Kultur à la carte vom 22. September 2023: Bénédicte Savoy über Afrikas Kunst in westlichen Sammlungen